# Team LMP Motorsport
Team LMP Motorsport ist ein 2010 gegründetes französisches Motorsportteam, das in der FIA-GT3-Europameisterschaft und in der FIA-GT1-Weltmeisterschaft (als Valmon Racing Team Russia) mit Aston Martin aktiv war.

## Geschichte

### 2010
Das Team LMP Motorsport entstand aus einer Kooperation zwischen Guillaume Lecluse and Yves Migeon mit Lompech Motor Sport im Jahr 2010 und setzte seit der Gründung nur Aston Martin DBRS9 der Spezifikation GT3 ein. Im Jahr 2010 trat LMP in der Französischen GT-Meisterschaft mit den zwei Fahrerpaarungen Anthony Beltoise und Nicolas Tardif sowie Grégory Guilvert und Grégoire Demoustier an. Das beste Ergebnis des Jahres war ein fünfter Platz von bei einem Rennen in Dijon-Prenois.

### 2011
Auch 2011 trat LMP in der Französischen GT-Meisterschaft wieder mit zwei Fahrzeugen an. Für das Team fuhren Arnaud Santamato und Luc Paillard sowie Paul Lamic und Frédéric Gabillon, die mit einem Podium das beste Resultat erzielten. Im gleichen Jahr setzte LMP auch zwei Aston Martin DBRS9 in der FIA-GT3-Europameisterschaft. Ein Fahrzeug wurde von Rennen zu Rennen mit verschiedenen Fahrern besetzt, während das zweite die ganze Saison über von Maxime Martin and Gaël Lesoudier gefahren wurde. Martin und Lesoudier erreichten drei Podiumsplatzierungen und wurden gemeinsame Siebte der Fahrerwertung. Das Team LMP Motorsport erreichte den achten Rang der Teamwertung.

### 2012
Im Jahr 2012 war LMP für den Einsatz zweier Aston Martin DBRS9 in der FIA-GT1-Weltmeisterschaft verantwortlich. Der Serienpromoter SRO initiierte dieses Engagement, um die Fahrzeugzahl der Meisterschaft auf das nötige Minimum zu erhöhen. Das Team startete unter der Einbeziehung des russischen Hauptsponsors als Valmon Racing Team Russia. Andreas Zuber trat mit Sergei Afanassjew zusammen an. Maxime Martin teilte sich ein Fahrzeug mit Alexei Wassiljew und später Leonid Machitski.

Für das fünfte Saisonrennen war der Wechsel vom betagten DBRS9 auf den neuen Aston Martin Vantage GT3 angekündigt – da sich LMP allerdings am vierten Rennwochenende der Saison aus der Serie zurückzog, fuhr 2012 kein Aston Martin mehr FIA-GT1-Weltmeisterschaft. Das Valmon Racing Team Russia blieb 2012 punktelos.
LMP bestritt 2012 nur das erste Saisonrennen der FIA-GT3-Europameisterschaft mit einem Fahrzeug für den Le-Mans-Klassensieger Tom Kimber-Smith und die russische Fahrerin Natalia Freidina.